# Ебер Лопес
Ебер Лопес (порт. Héber Roberto Lopes; нар. 13 липня 1972) — бразильський футбольний арбітр з штату Парана.
Професійну кар'єру футбольного судді розпочав у 1995. З 1997 року входить до складу арбітрів Бразильської конфедерації футболу (CBF), з 2007 є арбітром ФІФА. Судить матчі чемпіонату Бразилії, Кубка Лібертадорес та Південноамериканського кубка.
Обслуговує матчі національних збірних у відборі до чемпіонату світу 2018.
У 2015 обраний до числа головних арбітрів Столітнього Кубка Америки 2016.
- 7 червня 2016 Колумбія — Парагвай 2:1
- 18 червня 2016 Мексика — Чилі 0:7
- Фінал 26 червня 2016 Аргентина — Чилі 0:0 (2:4 по пен.)